# بيتر جاي غراب
بيتر جاي غراب (بالإنجليزية: Peter J. Grubb)‏ هو عالم نبات بريطاني، ولد في 9 أغسطس 1935.